# Niklas Szerencsi
Niklas Szerencsi (* 8. června 2000) je rakouský fotbalista, který hraje jako obránce za First Vienna FC 1894.

## Klubová kariéra
V září 2013 se připojil k mládeži Wiener Sport-Club. V červnu 2016 debutoval za B-tým. V sezóně 2017/18 debutoval za A-tým. 
Před sezónu 2019/20 podepsal smlouvu s FCM Traiskirchen. Pro sezónu 2022/23 se přesunul do druholigového klubu Kapfenberger SV, kde podepsal smlouvu do června 2023. Debutoval v srpnu 2022, když nastoupil v základní jedenáctce v pátém kole sezóny proti SKN St. Pölten.
Před sezónou 2024/25 podepsal smlouvu do roku 2026 s Austrií Klagenfurt z první ligy. 
V roce 2025 podepsal smlouvu s First Vienna FC 1894.